# 聖路加短期大学
聖路加短期大学（せいるかたんきだいがく、英語: St. Luke's Junior College of Nursing）は、東京都中央区明石町56に本部を置いていた日本の私立大学である。1954年に設置され、1966年に廃止された。

## 概要

### 大学全体
- 東京都中央区に所在した日本の私立短期大学で、設置主体は学校法人聖路加看護学園[3]。
- 学科数1、入学定員20名体制で1954年に開学。以後は、専攻科も設置された。入学資格は女性のみ[4]。
- 1963年度の入学生を最後に[注釈 1]、1966年3月31日をもって短期大学としての使命を終える[注釈 2]。

### 教育および研究
- 聖路加短期大学は看護教育に特化していた[注 3]。聖路加国際病院を実習先として取り入れていた[10]。

### 学風および特色
- キリスト教精神に基づいた教育がベースとなっていた。

## 沿革
- 1920年 聖路加国際病院付属高等看護婦学校を設立
- 1954年
  - 3月20日 左記を以て文部省[注 4]より短期大学の設置が認可される[11]。
  - 同 学校法人も同時に成立[12]。
  - 4月1日 聖路加短期大学が以下の学科体制にて開学する[13]。
    - 看護科 入学定員20名
- 1958年
  - 3月31日 専攻科に以下の課程を置く[14]。
    - 看護専攻 入学定員20名

  - 4月1日 入学定員20[15]→30[16]に増員[17]。
- 1962年
  - 4月1日 看護科の入学定員を30→40に増員[18]。
- 1963年
  - 4月1日 この年度をもって学生募集を終了[注釈 1]。
- 1966年
  - 3月31日 正式に廃止[注釈 2]。

## 基礎データ

### 所在地
- 東京都中央区明石町56

### 年度別学生数
- 1954年度についてはその年度（月日は不詳だが、1955年3月以前のデータ）、1958年度以降の学生数はその該当年度の5月1日時点でのデータである。

| -               | 入学定員 | 総定員 | 在学者数 | 出典     |
| --------------- | -------- | ------ | -------- | -------- |
| 1954年          | 40       | 20     | 女23     | [ 19 ]   |
| 1955年 - 1957年 | 40       | 40→60  | 不明     | [ 注 5 ] |
| 1958年          | 40       | 70     | 女87     | [ 20 ]   |
| 1959年          | 40       | 80     | 女95     | [ 21 ]   |
| 1960年          | 40       | 90     | 女94     | [ 22 ]   |
| 1961年          | 40       | 90     | 女98     | [ 23 ]   |
| 1962年          | 40       | 100    | 女110    | [ 24 ]   |
| 1963年          | 40       | 110    | 女113    | [ 25 ]   |
| 1964年          | -        | 80     | 女77     | [ 26 ]   |
| 1965年          | -        | 40     | 女39     | [ 27 ]   |

## 教育および研究

### 組織

#### 学科
- 看護科 入学定員40[注 6]

#### 専攻科
- 看護専攻 入学定員20名[注 7]

#### 別科
- なし

#### 取得資格について
- 看護婦受験資格[30]

#### 研究
- 『聖路加短期大学専攻科研究報告』[31]

## 卒業後の進路について

### 就職について
- ほぼ全員が看護職として、聖路加国際病院をはじめとした医療機関への就職者が多かったものとみられる。

### 編入学・進学実績
- 専攻科があったことから、看護科卒業生は同短期大学専攻科へ進学していたものとみられる。